# Maks Jerič
Maks Jerič (tudi Massimiliano Jerich), slovenski odvetnik in društveni delavec, * 6. september 1885, Opčine, Avstro-Ogrska, † 6. september 1949, Opčine, Svobodno tržaško ozemlje.

## Življenje in delo
Rodil se je v delavski družini in že zgodaj izgubil očeta, zato se je že kot gimnazijec preživljal s poučevanjem dijakov. Ljudsko šolo je končal v rojstnem kraju, nemško gimnazijo pa v Trstu, kjer je leta 1905 tudi maturiral. Pravo je študiral na Univerzi v Gradcu. Študij je končal z doktoratom leta 1922. Posvetil se je odvetniškemu delu in se zaposlil v odvetniški pisarni dr. Ivana Marije Čoka, od 7. novembra 1934, ko je prevzel odvetniško pisarno dr. Joahima Ražma, ki se je izselil v Kraljevino Jugoslavijo, pa je bil vpisan v tržaško Odvetniško zbornico kot samostojni odvetnik.
Dr. Jerič je bil med ustanovitelji akademskega društva Balkan, ki je po naseljih v tržaški okolici odprl mnogo ljudskih knjižnic. Med obema svetovnima vojnama je bil odločen nasprotnik fašizma in neutruden narodni delavec, ter zaradi tega preganjan in tudi dalj časa zaprt. Od 1942 je bil član Osvobodilne fronte ter je s svojimi pravnimi nasveti in treznimi ocenami veliko pripomogel k njenemu delovanju na Tržaškem. Po osvoboditvi je bil član in sodnik pri zavezniškem sodišču v Trstu, kot član okupacijske komisije pa je aktivno sodeloval v zadrugi vojnih oškodovancev. Sodeloval je tudi pri povojni obnovi v času fašizma prepovedanih slovenskih društev. Dr. Jerič je bil cenjen kot odvetnik, kot član odporniškega gibanja in spoštovan kot človek dobrega srca, trdnega značaja in socialne nesebičnosti. Težke razmere v mladosti in še posebno med 1. svetovno vojno niso ostale brez posledic za njegovo zdravje. Zadnja leta je težko zbolel. Zdravil se je na Golniku in nabrežinskem sanatoriju. Umrl je prav na svoj 64. rojstni dan. Pokopan je v družinski grobnici na Opčinah.